# 権藤俊輔
権藤 俊輔（ごんどう しゅんすけ、1971年2月14日 - ）は、日本の俳優、スタントマン。佐賀県出身。身長185cm。

## 来歴・人物
ジャパンアクションクラブに所属し、アクション俳優として活動。
ウルトラシリーズの平成ウルトラマン三部作『ティガ』『ダイナ』『ガイア』の主役スーツアクターを、中村浩二との兼任で務めた。
『ティガ』の出演経緯については、当時、フリーランスのアクション俳優として活動している時期に、「TVで新しいウルトラマンをやるらしい。スーツに入る人間を探している」と声がかかり、オーディションに参加した所、権藤と中村の2人がダブルキャストで選ばれ、当初はティガのタイプチェンジ設定を把握しておらず、「大きな体格の中村さんと、どうやって同じキャラクターを演じるんだ？」と疑問を抱いたが、実際に演じると、中村が演じるティガは武闘派で安心感があり、権藤ティガで負けて、中村ティガで勝つ構図が自然と出来上がった。権藤は、出演するに当たって、過去作のウルトラシリーズを幾つか視聴したものの、「久しぶりの新作だから、僕自身で作り上げて行けば良い」と、前向きな気持ちで臨んだという。
『ティガ』では、等身大で戦うエピソードが印象に残っていると語り、第13話「人間採集」や第37話「花」を挙げている。

## 出演

### テレビドラマ
- ウルトラマンティガ（1996年 - 1997年） - ウルトラマンティガ（マルチタイプ / スカイタイプ）[5]、イーヴィルティガ[6]、ウルトラマン[5] 役
- ウルトラマンダイナ（1997年 - 1998年） - ウルトラマンダイナ（フラッシュタイプ / ミラクルタイプ）、クラーコフNF3000隊員 役
- ウルトラマンガイア（1998年 - 1999年） - ウルトラマンガイア（V1 / V2）、神山篤志 役
- アナザヘヴン〜eclipse〜 第1話（2000年） - ディスコの客 役
- はみだし刑事情熱系PART5 第12話（2000年） - 浜田晃 役

### 映画
- ウルトラマンティガ&ウルトラマンダイナ 光の星の戦士たち（1998年） - ウルトラマンティガ 役
- ウルトラマンティガ・ウルトラマンダイナ&ウルトラマンガイア 超時空の大決戦（1999年） - ウルトラマンティガ、機動隊員 役
- ウルトラマンティガ THE FINAL ODYSSEY（2000年） - ティガブラスト / ウルトラマンティガ マルチタイプ / グリッターティガ、巨人ヒュドラ 役
- 五条霊戦記 GOJOE（2000年） - 平家武者 役
- 空の穴（2001年） - 山崎 役

### オリジナルビデオ
- ウルトラマンティガ外伝 古代に蘇る巨人（2001年） - ウルトラマンティガ（マルチタイプ / スカイタイプ）[要出典] 役
- ウルトラマンガイア ガイアよ再び（2001年） - 神山篤志 役